# Magliolo
Magliolo – miejscowość i gmina we Włoszech, w regionie Liguria, w prowincji Savona.
Według danych na rok 2004 gminę zamieszkiwało 707 osób, 37,2 os./km².